# Креуса
Креуса (грч. Κρέουσα, што значи „владајуће биће“) је у грчкој митологији било име више личности.

## Митологија
1. Нимфа најада, кћерка Океана и Геје, која је са Пенејем имала сина Хипсеја и кћерку Стилбу.[1] Потицала је са реке Пенеј у Тесалији.[2]
2. Кћерка атинског краља Ерехтеја и Пракситеје. У једној пећини на северним обронцима Атинског акропоља, сјединила се са Аполоном, коме је родила сина Јона, али га је у котарици оставила у тој истој пећини. Касније се удала за Ксута, који је наследио Ерехтеја. С обзиром да нису имали деце, затражили су савет од пророчишта на Делфима. Ксуту је речено да усвоји првог кога види по изласку из храма. Сусрео је Јона, кога је Аполон и довео ту да буде слуга у храму. Међутим, Креуса није желела да усвоји странца, али није могла да измени одлуку свог супруга. Зато је Јона понудила отровним пићем. Он је прихватио, али је пре тога мало пића излио као жртву боговима. Тада је један голуб слетео, окусио то пиће и угинуо. Јон је схватио Креусине намере и потегао мач на њу, али га је зауставила једна Аполонова свештеница. Она је Креуси показала котарицу и мајка је напокон препознала свог сина. Касније је Ксуту родила синове Дора и Ахаја.[3] Према неким предањима и Јон је Ксутов син.[1]
3. Пријамова и Хекабина кћерка, Енејина супруга и Асканијева мајка. Када је Троја пала, Афродита или Кибела је склонила Креусу. Енеја је тек по изласку из града схватио да је нема и кренуо да се врати у Троју да је избави. Међутим, зауставила га је Креусина сен и предочила му дуг пут до нове домовине. Према другом предању, Креуса је остала у разрушеној Троји, јер Енеја није могао да је спасе.[3]

## Тумачење
Мит о Креуси као Јоновој, али и Доровој и Ахајевој мајци је настао, према неким изворима, како би се показало божанско порекло Јонаца (јер је отац бог Аполон), али и да су старији од Дораца и Ахајаца. Као узор, послужила је једна позната икона, на којој је Креуса заправо богиња која показује новогодишње младенце пастиру, а пастир је погрешно протумачен као Аполон у пастирском оделу.